# Гросес-Вісбахгорн
Ґросес Вісбахгорн (нім. вимова: [ˈɡʀoːsəs ˈviːsbaχˌhɔʁn] ( прослухати)) — гора у федеральній землі Зальцбурґ, Австрія, на 3,564 м над рівнем моря (AA) (за іншими даними 3,570 м над рівнем моря (AA)), є третьою за висотою вершиною хребта Високий Тауерн.

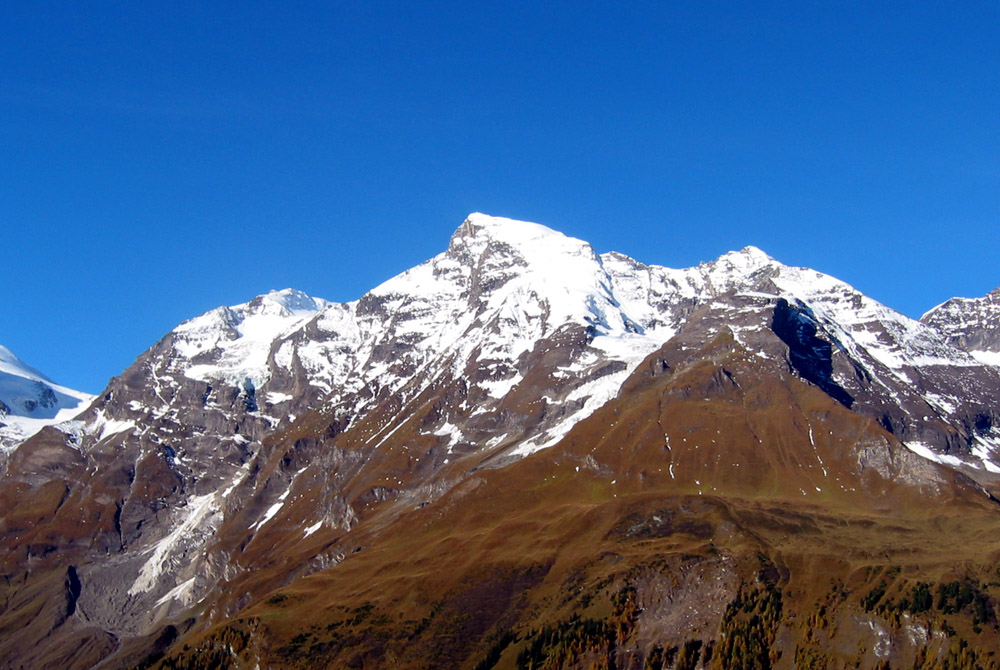
Гросе Вісбахгорн, вид із боку Фуша

Його повністю вільна вершина, укрита фірном, утворює головну вершину ланцюга Фуш/Капрун і часто розглядається в альпійській літературі як суперник Ґроссґлокнера. Великий схил на його східному та південно-східному боці спадає приблизно на 2300 метрів до Фушер-Ахе — один із найбільших перепадів висоти між вершиною гір і дном долини у Східних Альпах. Альпіністське значення мало перше сходження на північно-західну стіну (Нордвестванд) 15 липня 1924 року Францом Рігеле та Вілло Вельценбахом. Вони були першими, хто використав льодові кігті (Eisnägel), щоб допомогти їм; пізніше вони були трансформовані в льодобури, які використовуються і насьогодні. Північно-західна стіна була однією з класичних крижаних стін Східних Альп; однак лід із тих пір розтанув.

## Розташування та площа
Гросес Вісбахгорн майже повністю оточений льодовиками. На півночі розташований Вілінґеркеєс, на північному сході Сандбоденкеєс тече на схід і вниз, у Сандбоден і далі у Фушер-Ахе. На південь лежить Тойфельсмюглькеєс та на заході Кайндлькеєс . Важлива сусідня гора на північ, відокремлена від 3211-метрового аеродинамічного просвіту Сандбоденшарте, є Кляйнес Вісбахгорн заввишки 3286 метрів. На південному заході, на іншому боці 3265-метрового Вілітґершарте, між льодовиками Каїндкеєс та Тойфельсмюглькеєс, лежить два Братшенкопф піки (3,413 та 3,401 м заввишки). На заході місцевість відходить до водосховища Музербоден, на сході — до Фушер-Таль. Найближчим важливим населеним пунктом є Фуш-ан-дер-Гросглокнерштрасе, що розташований приблизно за 10 кілометрів на північ по прямій лінії.

## Підйоми
Маршрут, яким спочатку користувалися фермери Фуша наприкінці XVIII століття, сьогодні рідко використовується. Він проходить від Ферляйтена і займає 3,5 години, щоб дістатися до Шварценберг-Гута, а звідти ще 4 години повз вершини Братшенкепфе до вершини Горн. Звичайною сьогоднішньою відправною точкою для підйому є будинок Генріха Швайгера. Звідти стандартний маршрут проходить через Оберен Фохецкопф і вздовж хребта Каїндльґрат до вершини приблизно за 3 години. У середній частині маршруту є 35°, похилий фірновий край (Firnschneide), ділянки скель оцінюються як лазіння UIAA I. Класичні маршрути через 500-метрову північно-західну стену вимагали навичок льодолазіння, здатних впоратися з градієнтом до 60°.

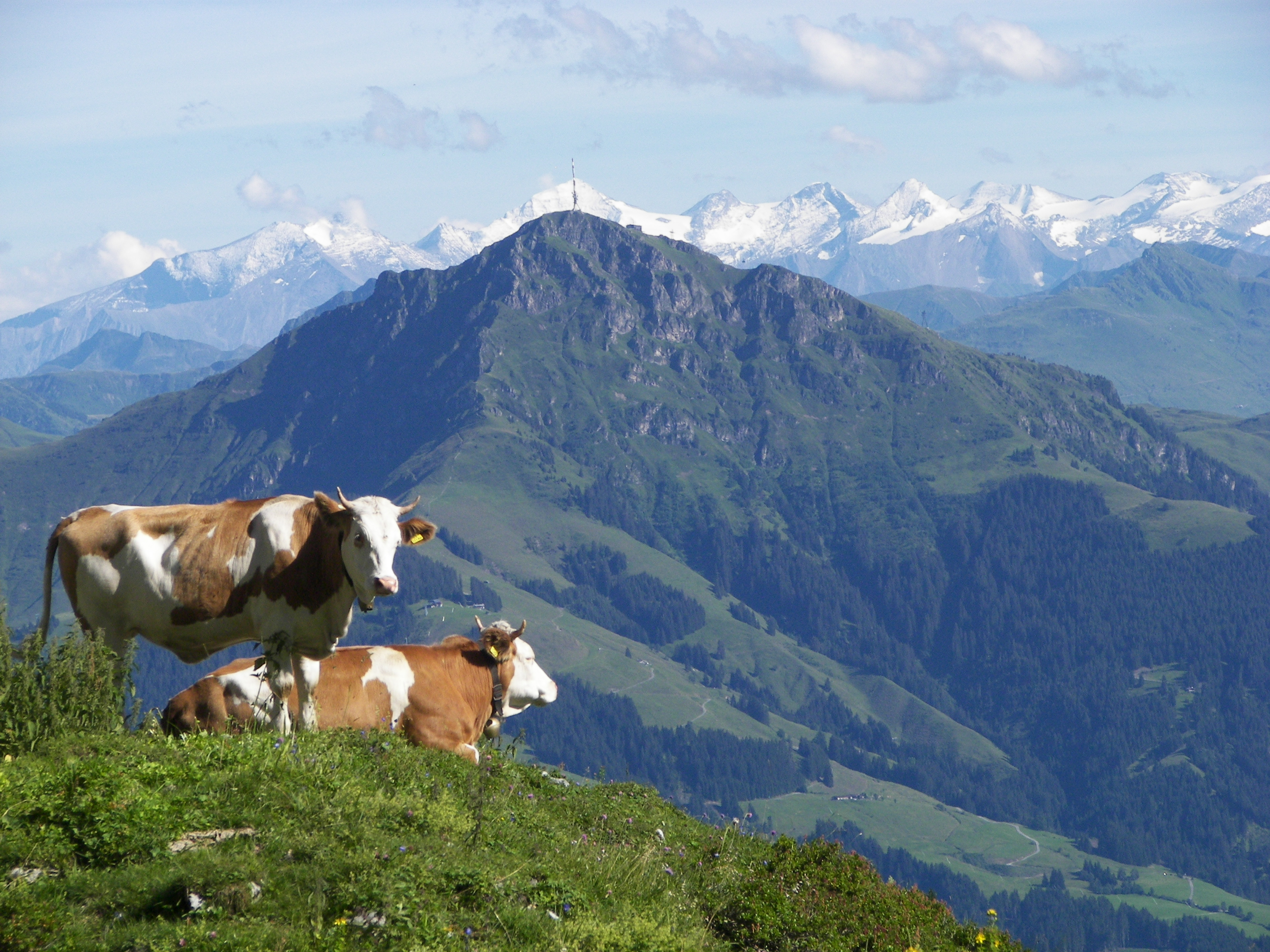
Група Вісбагорн із півночі над Кіцбюелер-Горном
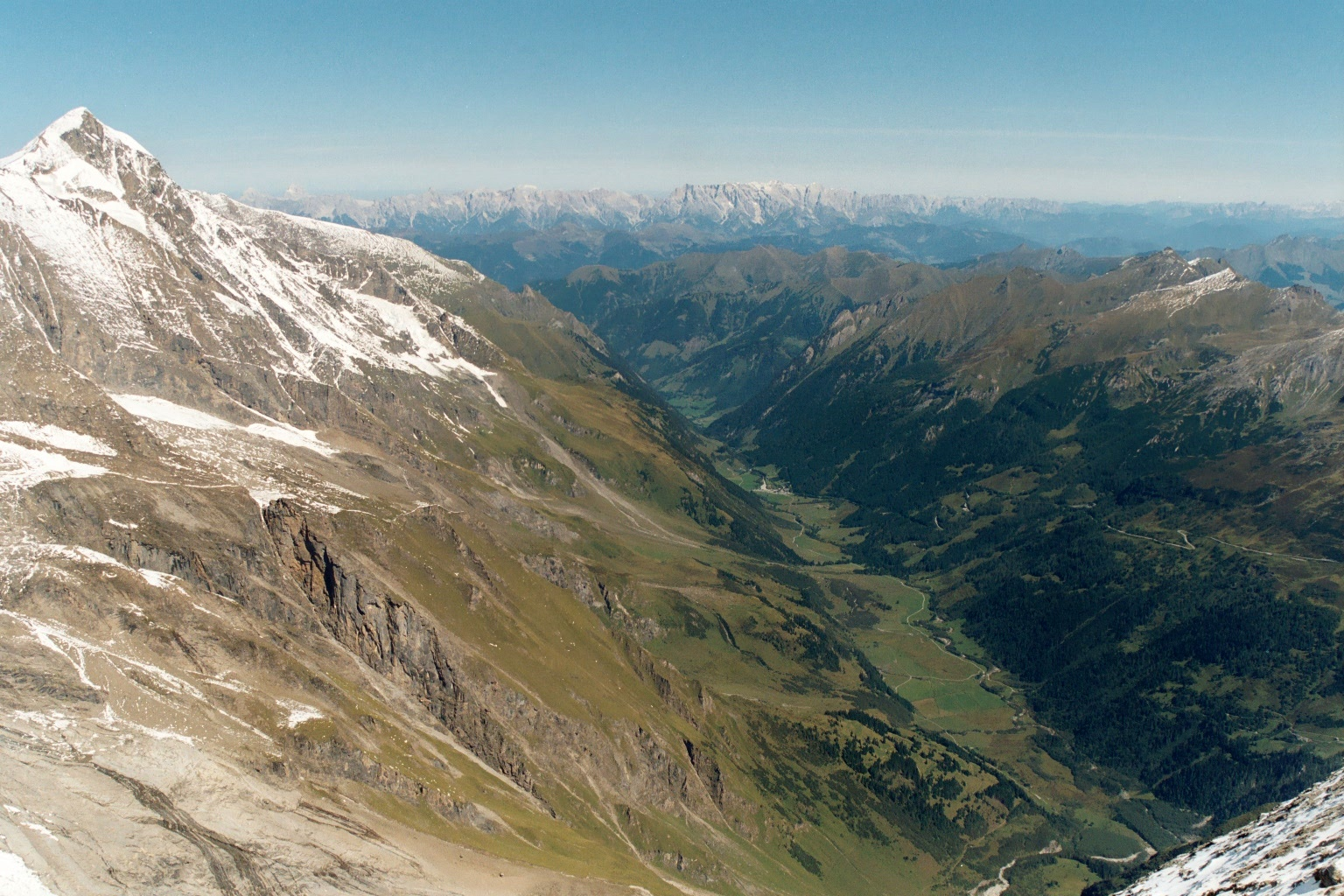
Вершина Ґросес Вісбахгорн розташована на висоті понад 2400 метрів над долиною Фюшер-Аче.